# Parc temàtic

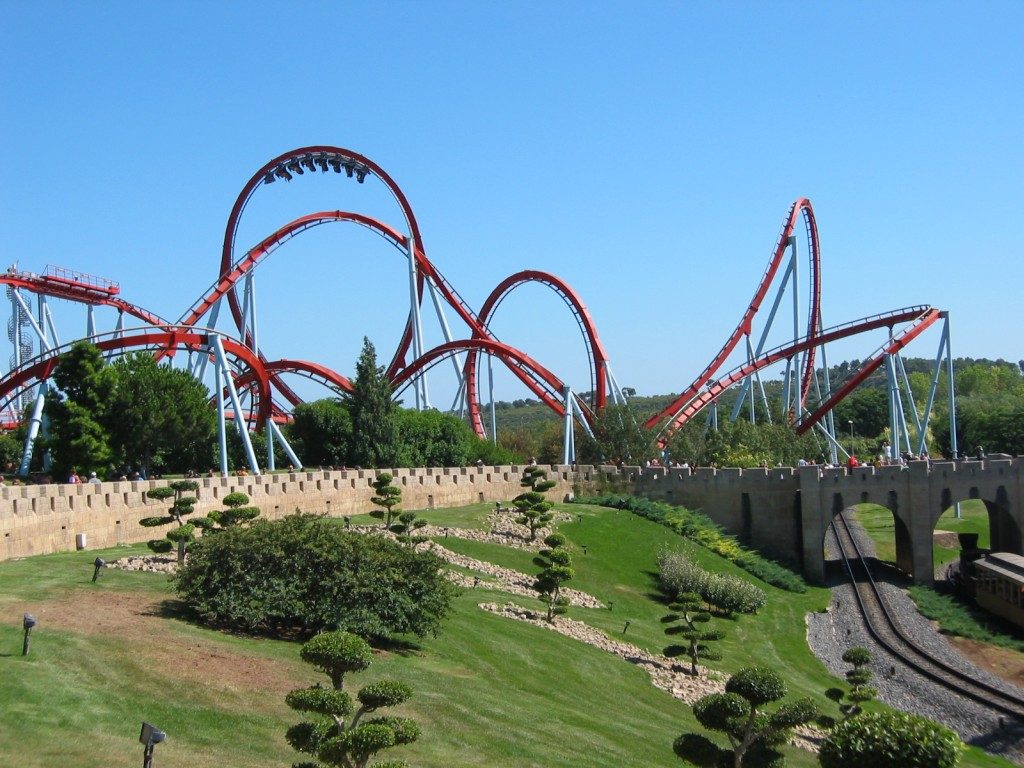
El Dragon Khan de PortAventura

Parc temàtic és el nom genèric que s'utilitza per a denominar un recinte amb un conjunt d'atraccions, espais per a l'oci, entreteniment, educació i cultura, normalment organitzades entorn d'una línia argumental que els serveix d'inspiració. Precisament per això un parc temàtic és alguna cosa molt més complex que un parc d'atraccions o una fira. Això també implica que vagi lligat a un projecte empresarial més sòlid i amb importants inversions econòmiques.

## Importància
Els parcs temàtics s'han popularitzat al món, tant en països industrialitzats com en vies de desenvolupament, perquè atreuen a una gran població, especialment infantil i juvenil i són una oportunitat per a crear consciència sobre temes que abans van ser relegats a l'espai de l'escola com la ciència i les matemàtiques, temes de preocupació mundial com l'ecologia o temes vists com restringits a una classe intel·lectual com la tecnologia, l'antropologia, la geologia i uns altres. Moltes companyies comercials, amb la finalitat de promocionar racionalment els seus productes, creen parcs temàtics, per exemple, fàbriques, companyies cinematogràfiques i mitjans de comunicació (ràdio, televisió, premsa). Per una altra part, molts estats els creen al voltant d'activitats tendents a la protecció del medi ambient (explotació minera) o l'educació cívica.

## Classificació dels Parcs Temàtics
Els parcs temàtics estan encuadrats dintre de la indústria cultural i d'oci el que es poden considerar com serveis culturals, aquests es classifiquen segons la seva grandària i el seu tema en:
- Segons la seva grandària podríem distingir entri:
  - Fires. Atraccions tradicionals, caràcter temporal i petita grandària.
  - Parcs d'atraccions. Atraccions tradicionals amb alguna d'última generació basada en simuladors en la majoria de casos, gran grandària i emplaçament fix.
  - Parcs temàtics tradicionals. Atraccions tradicionals adaptades a la temàtica, atraccions amb desenvolupament narratiu, posada en escena i entorns adaptats a la temàtica (inclusivament el personal), espectacles itinerants o fixos dintre del parc de caràcter teatral, desfilis, gags còmics o demostracions. Gran grandària, serveis de restaurant i regals molt desenvolupats. A vegades adscrits a zones turística amb serveis hotelers aliens al parc.
  - Resorts. Engloben parcs temàtics amb diverses zones (atraccions de terra, zones de parc aquàtic, atraccions d'última generació.), a més disposen de zones d'oci nocturnes, hotels tematizados circumscrits al parc i propietat d'est.

- Els parcs temàtics podem classificar-los segons la seva temàtica en:
  - Cinema i personatges d'animació
  - Aventures i llocs exòtics
  - Històrics
  - Científics
  - El món de la imatge i les comunicacions

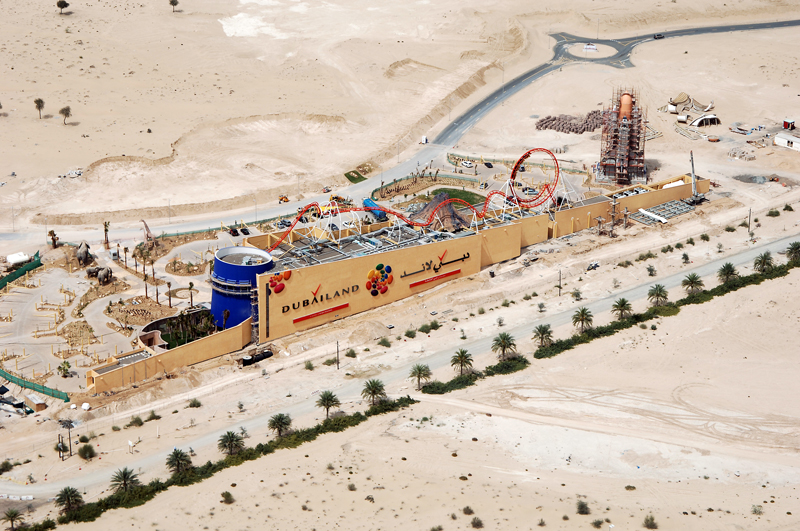
Construcció del Dubailand sales center en el complex de vacances Dubailand en l'emirat de Dubai, el qual inclou un parc temàtic. Aquesta proposta dels Emirats Àrabs Units per al turisme internacional és un dels majors projectes en marxa en el Golf Pèrsic i costarà 51.000 milions de dòlars. març de 2006

  - Aquàtics

## Parcs temàtics en el món
Per països:

### Espanya
A Espanya els més populars són:
Als Països Catalans els més famosos són:
- PortAventura Park, a la Costa Daurada (Tarragona)
- Terra Mítica, a Benidorm (Alacant)
- Terra Natura, a Benidorm (Alacant) i Múrcia
- Parc d'Atraccions del Tibidabo, a Barcelona
- Parque Warner Madrid, a Madrid
- Isla Mágica, a Sevilla
- Parque de Atracciones de Madrid, a Madrid

### Argentina
A Argentina alguns dels més destacats són:
- Terra Santa, Representació de la vida de Jesús Ciutat de Buenos Aires
- Parc de la Ciutat, Parc de Diversions de la Ciutat de Buenos Aires
- Temaikèn, Betlem d'Escobar
- República dels Nens, La Plata
- Museu Parc Ecològic Cultural "Guillermo Enrique Hudson", Florencio Varela
- Museu i Parc Lliures del Sud, Dolors
- Parc Criollo i Museu Gauchesco "Ricardo Güiraldes", San Antonio d'Areco
- Abremate, Lanús

### Colòmbia
A Colòmbia, el segon país en biodiversitat del món després de Brasil, els més destacats són:
- Catedral de Sal Parc de la Sal, Zipaquirá
- Parc del Cafè, Montenegro
- Parc Món aventura, Bogotá
- Parc Recreatiu i Zoològic Piscilago
- Parc i Zoològic Jaime Duc
- Parc temàtic les MALOCAS a la ciutat de Villavicencio, on es troba el pueblito llanero i l'Hato Santa Helena. Situat a 90 km de Bogotá - Colòmbia cap a l'Orient.
- Parc temàtic ELS OCARROS, a la ciutat de Villavicencio, on es troba tota la fauna i la flora dels plans de C/bia. Ubicaqdo a 90 km de Bogotá - Colòmbia, cap a l'Orient.
- Zooparque Els Caimanes, Buenavista, Còrdova
- Parc Ecològic El Portal. Bucaramanga, Santader
- Parc Nacional de la Cultura Agropecuaria (PANACA), Està situat al municipi de Quimbaya, prop d'Armènia, en la vereda Kerman, a 7 quilòmetres del cap de municipi.

### Mèxic
A Mèxic, podem trobar variacions de parcs temàtics; alguns a l'estil nord-americà, amb diversos jocs mecànics, muntanyes russes, espectacles i atraccions, mentre que uns altres, sense deixar de costat la diversió i a l'educació, com:
KidZania és un centre d'eduentreteniment tematitzat com una rèplica d'una ciutat real, amb establiments que es poden trobar en la vida diària, tals com: banc, estació de bombers, supermercat, teatre, restaurants, entre d'altres. KidZania proposa un concepte d'eduentreteniment, el qual pretén ensenyar als nens, a través del joc de rol, el valor del treball, la interacció social, el respecte pel medi ambient i per la societat.
Six Flags a la Ciutat de Mèxic, que compta amb diverses muntanyes russes incloent: Batman The Ride, Superman, l'últim escapi, i una versió de Medusa que va ser construïda especialment per al terreny sísmic de la capital asteca. El parc Six Flags de Mèxic és l'únic d'aquesta cadena a Amèrica Llatina.
La Fira, en la segona secció de Chapultepec també en el D.F. és un dels més antics.
Xcaret prop del balneari de Cancun, a l'estat de Quintana Roo, és un parc basat en la cultura i civilització maia; compta dins de les seves instal·lacions amb veritables ruïnes maies (l'antiga ciutat maia de Polé), a més d'una rèplica d'un poble maia, ciutats maia en miniatura, i diversos recorreguts culturals i representacions de danses i rituals maies prehispànics.

### Veneçuela
- Món Binari: el parc temàtic de la computadora més gran del món, està situat en el Fòrum de la ciutat de València, estat Carabobo, compta amb atraccions addicionals per a nens de 3 a 100 anys
- Parc Dunes: se situa a la ciutat de València, estat Carabobo. Inspirat en el desert
- Les Aigües de Moisés: molt prop de Cariaco, estat Sucre. És un parc ple de pous d'aigua que tenen fang al fons, diverses piscines i esquerdades. També hi ha animals i un tobogan d'aigua en forma de tauró. Inspirat en Moisés.
- Musipán El Regne: inspirat en la ciutat fictícia i criolla del comediant El comte del Guacharo
- Els Ràfecs: un tros de la Veneçuela andina d'una altra època. Situada en l'estat Mèrida.
- La Veneçuela d'Antier: Una síntesi de cada regió veneçolana, inspirat en l'època de la dictadura de Juan Vicente Gómez. Situada en l'estat Mèrida.

### Xile
- Fantasilandia

## A països no hispans
A països no hispans, els més cèlebres són:
- Walt Disney World
- Disneylandia
- Six Flags
- Futuroscope
- Parc Astèrix
- Estudis de cinema: Warner, Universal Studios i Paramount